# Kraina nadziei
Kraina nadziei (fiń. Oma maa) – fiński film dramatyczny z 2018 roku w reżyserii Markku Pölönen, z Oona Airola oraz Konsta Laakso w rolach głównych, uhonorowany dwoma nagrodami Fińskiej Fundacji Filmowej.

## Premiera
Światowa premiera odbyła się podczas Festiwalu Red Carpet 31 sierpnia 2018. Obraz wszedł do szerokiej dystrybucji w Finlandii 26 października 2018.

## Fabuła
Akcja filmu rozgrywa się w Finlandii po II wojnie światowej. Córka zamożnego przedsiębiorcy zakochuje się w pochodzącym z ubogiej rodziny żołnierzu, frontowym koledze swojego brata. Rodzina nie akceptuje związku, dlatego młodzi postanawiają założyć własne gospodarstwo rolne na ziemi, którą państwo przyznaje weteranom wojennym.

## Obsada
W filmie wystąpili, m.in.:
- Oona Airola jako Anni
- Konsta Laakso jako Veikko
- Antti Virmavirta jako Kalevi
- Marjaana Maijala jako Ella
- Hannu-Pekka Björkman jako Kullervo
- Marja Packalén jako nauczycielka
- Helmi Linnosmaa jako Hilkka
- Arto Heikkilä jako Vertti
- Mika Nuojua jako Aatos
- Sanna-Kaisa Palo jako Akuliina

## Nagrody
- Jussi Awards 2019
  - wygrane: Najlepsza aktorka Oona Airola[4]
  - wygrane: Najlepsza scenografia Antti Nikkinen[4]
- Minneapolis St. Paul International Film Festival 2019
  - wygrane: Nagroda publiczności[4]